# Кінгсбері (станція метро)
51°35′05″ пн. ш. 0°16′43″ зх. д. / 51.584722° пн. ш. 0.278611° зх. д.
Кінгсбері (англ. Kingsbury) — станція лінії Джубилі Лондонського метро, у Кінгсбері, Лондон. Розташована у 4-й тарифній зоні, між станціями Квінсбері та Вемблі-парк. Пасажирообіг на 2017 рік — 5.22 млн

## Історія
- 10 грудня 1932: відкриття станції у складі Metropolitan Railway (сьогоденна лінія Метрополітен)
- 20 листопада 1939: відкриття трафіку лінії Бейкерлоо[3].
- 1 травня 1979: закриття трафіку Бейкерлоо, відкриття Джубилі.

## Пересадки
- на автобуси оператора London Buses маршрути: 79, 183, 204, 305, 324, нічний маршрут N98 та не-TFL маршрут 644.